# Copa Sultan Hussein
La Copa del Sultan Hussein fou una competició futbolística d'Egipte disputada entre els anys 1917 i 1938. Fou una competició predecessora de la copa egípcia de futbol i de la lliga del Caire de futbol, la lliga d'Alexandria i la lliga del Canal.

## Història

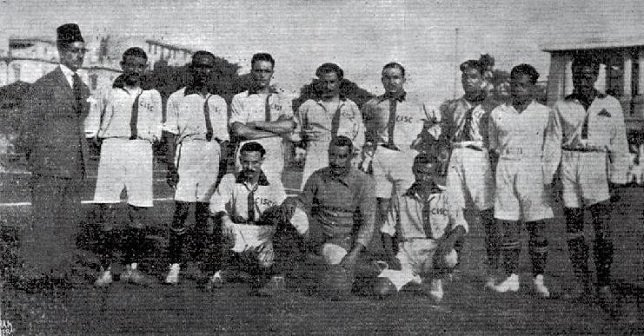
Zamalek, guanyador de la primera Copa Sultan Hussein el 1921, convertint-se en el primer equip egipci a guanyar un torneig.

El 1916 es va proposar la idea d'establir una lliga de futbol al Sultanat d'Egipte. La lliga inclouria equips egipcis i equips dels clubs militars dels aliats, inclosos els britànics. La competició va rebre el nom del sultà Husayn Kamil. La competició va ser organitzada per la Societat Egípcia-Anglesa entre 1916 i 1922, i per l'Associació Egípcia de Futbol entre 1922 i 1938.
Zamalek va ser l'únic club egipci que va participar en el campionat com a senyal de resistència als britànics i una manera de mostrar la presència egípcia en l'esport. Zamalek va arribar a la final de l'edició de 1917 i finalment va guanyar la copa el 1920–21. Això va animar a altres clubs egipcis a participar, inclòs Al Ahly, que inicialment es va negar a participar, però el 1918, van decidir participar-hi.

## Historial
Font:
- 1916-17:  GHQ Signals Ismailia (1)
- 1917-18:  MG Corps Base Depot Caire (1)
- 1918-19:  Infantry Base Depot Kantara (1)
- 1919-20:  Sherwood Foresters Alexandria (1)
- 1920-21:  El-Mokhtalat (1)
- 1921-22:  El-Mokhtalat (2)
- 1922-23:  Al Ahly (1)
- 1923-24:  Sekka (1)
- 1924-25:  Al Ahly (2)
- 1925-26:  Al Ahly (3)
- 1926-27:  Al Ahly (4)
- 1927-28:  Tersana (1)
- 1928-29:  Al Ahly (5)
- 1929-30:  Tersana (2)
- 1930-31:  Al Ahly (6)
- 1931-32:  Port Fouad SC (1)
- 1932-33:  Al Masry (1)
- 1933-34:  Al Masry (2)
- 1934-35:  Al Ittihad (1)
- 1935-36:  Sekka (2)
- 1936-37:  Al Masry (3)
- 1937-38:  Al Ahly (7)

## Palmarès
| Equip                | Títols | Anys                                                          |
| -------------------- | ------ | ------------------------------------------------------------- |
| Al Ahly SC           | 7      | 1922-23, 1924-25, 1925-26, 1926-27, 1928-29, 1930-31, 1937-38 |
| Al Masry             | 3      | 1932-33, 1933-34, 1936-37                                     |
| Zamalek SC           | 2      | 1920-21, 1921-22                                              |
| El Sekka El Hadid SC | 2      | 1923-24, 1935-36                                              |
| Tersana SC           | 2      | 1927-28, 1929-30                                              |
| Port Fouad SC        | 1      | 1931-32                                                       |
| Al Ittihad           | 1      | 1934-35                                                       |
| GHQ Signals          | 1      | 1916-17                                                       |
| MG Corps Base Depot  | 1      | 1917-18                                                       |
| Infantry Base Depot  | 1      | 1918-19                                                       |
| Sherwood Foresters   | 1      | 1919-20                                                       |